# 2006 FIFAワールドカップ・決勝
2006 FIFAワールドカップ・決勝は、2006年7月9日にベルリン・オリンピアシュタディオンで行われた、第18回目のFIFAワールドカップの決勝である。

## 背景
同年のトリノオリンピックの開催国でもあり、準決勝でドイツを破ったイタリアと、ジダンのPKによる決勝点でポルトガルを破ったフランスが対戦した。イタリアが勝てば1982年スペイン大会以来6大会ぶり4度目の優勝、フランスが勝てば自国開催の1998年フランス大会以来2大会ぶり2度目の優勝がかかっていた。
ヨーロッパ勢同士の決勝の顔合わせはイタリア優勝時の1982年大会以来（このときの相手は西ドイツ）、また、決勝にブラジルとドイツ（西ドイツ）がどちらも勝ち残れなかったのは1978年アルゼンチン大会（このときの決勝の顔合わせはアルゼンチン対オランダ）以来で、第二次大戦後では2回目のこととなった。

## 試合結果

### 概要
試合は序盤に動きを見せた。前半7分、フランスがPKを得ると、ここまでチームを決勝に導き、自らもこの試合を現役最後の試合と決めていたジネディーヌ・ジダンが決めて先制。その12分後、今度はアンドレア・ピルロの放ったコーナーキックにマルコ・マテラッツィが合わせてイタリアが同点に追いつく。しかし、試合はここから一転して膠着状態に陥り、両チームともチャンスを作るも決めきれない場面が続く。35分にルカ・トーニが放ったシュートはクロスバーにはじかれて、折り返しのヘッドはオフサイドの判定で得点ならず。一方フランスもフローラン・マルダがペナルティボックス内でジャンルカ・ザンブロッタに倒されたように見えたシーンもPKの判定とはならなかった。試合はフランスがイタリアの倍近いシュートを放つも、「カテナチオ」と呼ばれたイタリアの鉄壁の守備に阻まれ、90分戦っても決着がつかず、ワールドカップ決勝史上5度目の延長戦に突入した。
この試合の延長後半5分に事件が起きる。イタリアのマテラッツィがフランスのジダンに激しく詰め寄り、ユニフォームの胸ぐらをつかんで二言三言暴言を吐くと、これに激昂したジダンがマテラッツィに頭突きを浴びせる。この行為によりジダンは一発退場となって極めて不本意な形で現役最後の試合のピッチを去ることとなり、フランスは一人少ない戦いを強いられることとなった。チーム内でリーダーシップを発揮していたジダンが激昂するほどの暴言だったと推測されることから、この一連の事件は大会終了後に様々な物議を醸した。
一人少なくなったフランスは残りの10分間を何とかしのぎきり、試合は1994年アメリカ大会以来、ワールドカップ決勝史上2度目のPK戦による決着となった。フランスは2人目のダビド・トレゼゲがクロスバーに当ててPKを外し、対するイタリアは5人全員がPKを決め、決勝のPK戦でブラジルの前に涙を呑んだアメリカ大会の借りを返した。

### 試合データ
| イタリア                                                       | 1 – 1 (延長) | フランス                                        |
| -------------------------------------------------------------- | ------------ | ----------------------------------------------- |
| マテラッツィ 19分                                              | レポート     | ジダン 7分 (pen.)                               |
| PK戦                                                           |              |                                                 |
| - ピルロ - マテラッツィ - デ・ロッシ - デル・ピエロ - グロッソ | 5 - 3        | - ヴィルトール - トレゼゲ - アビダル - サニョル |

| イタリア | フランス |

| GK                 | 1  | ジャンルイジ・ブッフォン       |     |      |
| RB                 | 19 | ジャンルカ・ザンブロッタ       | 5分 |      |
| CB                 | 5  | ファビオ・カンナバーロ         |     |      |
| CB                 | 23 | マルコ・マテラッツィ           |     |      |
| LB                 | 3  | ファビオ・グロッソ             |     |      |
| RM                 | 16 | マウロ・カモラネージ           |     | 86分 |
| CM                 | 8  | ジェンナーロ・ガットゥーゾ     |     |      |
| CM                 | 21 | アンドレア・ピルロ             |     |      |
| LM                 | 20 | シモーネ・ペッロッタ           |     | 61分 |
| AM                 | 10 | フランチェスコ・トッティ       |     | 61分 |
| CF                 | 9  | ルカ・トーニ                   |     |      |
| 控え選手:          |    |                                |     |      |
| MF                 | 4  | ダニエレ・デ・ロッシ           |     | 61分 |
| FW                 | 15 | ヴィンチェンツォ・イアクインタ |     | 61分 |
| FW                 | 7  | アレッサンドロ・デル・ピエロ   |     | 86分 |
| 監督:              |    |                                |     |      |
| マルチェロ・リッピ |    |                                |     |      |

| GK                 | 16 | ファビアン・バルテズ     |       |       |
| RB                 | 19 | ウィリー・サニョル       | 12分  |       |
| CB                 | 15 | リリアン・テュラム       |       |       |
| CB                 | 5  | ウィリアム・ギャラス     |       |       |
| LB                 | 3  | エリック・アビダル       |       |       |
| CM                 | 4  | パトリック・ヴィエラ     |       | 56分  |
| CM                 | 6  | クロード・マケレレ       | 76分  |       |
| RW                 | 22 | フランク・リベリー       |       | 100分 |
| AM                 | 10 | ジネディーヌ・ジダン     | 110分 |       |
| LW                 | 7  | フローラン・マルダ       | 111分 |       |
| CF                 | 12 | ティエリ・アンリ         |       | 107分 |
| 控え選手:          |    |                          |       |       |
| MF                 | 18 | アルー・ディアラ         |       | 56分  |
| FW                 | 20 | ダヴィド・トレゼゲ       |       | 100分 |
| FW                 | 11 | シルヴァン・ヴィルトール |       | 107分 |
| 監督:              |    |                          |       |       |
| レイモン・ドメネク |    |                          |       |       |

| マン・オブ・ザ・マッチ アンドレア・ピルロ 副審 ダリオ・ガルシア ロドルフォ・オテロ 第4の審判 ルイス・メディナ・カンタレホ 第5の審判 ビクトリアーノ・ヒラルデス・カラスコ |

|                | イタリア | フランス |
| 得点           | 1        | 1        |
| シュート数     | 5        | 13       |
| 枠内シュート数 | 3        | 5        |
| ボール支配率   | 55%      | 45%      |
| コーナーキック | 5        | 7        |
| ファウル       | 17       | 24       |
| オフサイド     | 4        | 2        |
| イエローカード | 1        | 3        |
| レッドカード   | 0        | 1        |

| 2006 FIFAワールドカップ優勝国 |
| ----------------------------- |
| · イタリア · 6大会ぶり4回目   |

## その他のエピソード
- この勝利がFIFAランキングに加算されたことによってイタリアは2007年2月にFIFAランキング1位を獲得することとなるが、これはイタリアにとって1993年にFIFAランキングが創設されて初めてのことであった。
- FIFAによると、この試合は全世界で7億1510万人が観戦したという。